# Diskuswurf

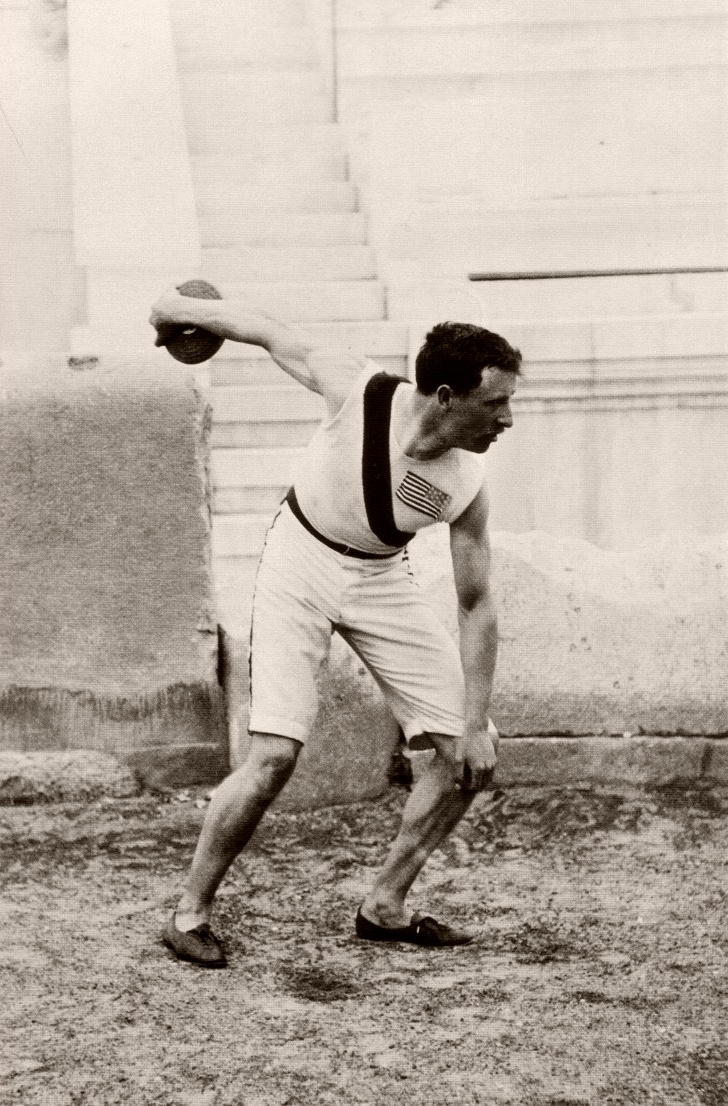
Der Diskuswerfer Robert Garrett bei den Olympischen Spielen 1896

Der Diskuswurf (auch Diskuswerfen) ist eine olympische Disziplin der Leichtathletik, bei der eine von der Mitte her zum Rand dünner werdende kreisrunde Scheibe, der Diskus oder die Diskusscheibe, möglichst weit zu werfen ist. In der Antike wurde der Diskuswurf als Wettkampf unter der Bezeichnung Diskos betrieben. Der Diskuswerfer wurde dabei als der Inbegriff des Athleten angesehen. Erstmals ist Diskuswurf als olympische Disziplin bei den antiken Olympischen Spielen des Jahres 708 v. Chr. nachweisbar.
Der Diskuswurf war Disziplin der ersten Olympischen Spiele der Neuzeit 1896 in Athen. Damals wurde von einem 60 mal 70 Zentimeter großen Podest geworfen. Seit 1907 werfen die Männer mit einem kreisrunden, 2 Kilogramm schweren Diskus, der einen Durchmesser von 22 Zentimeter besitzt. Der Diskus der Frauen wiegt die Hälfte. Von 1928 an, als auch Frauen erstmals zum Diskuswurf bei den Olympischen Spielen zugelassen waren, wurde aus einem Wurfkreis mit 2,5 Meter Durchmesser geworfen. Heute besteht ein Wettkampf aus sechs Versuchen. Nur die beste gültige Weite eines Athleten zählt. Nach drei Runden qualifizieren sich die besten acht Athleten für die drei Finalrunden.

## Geschichte

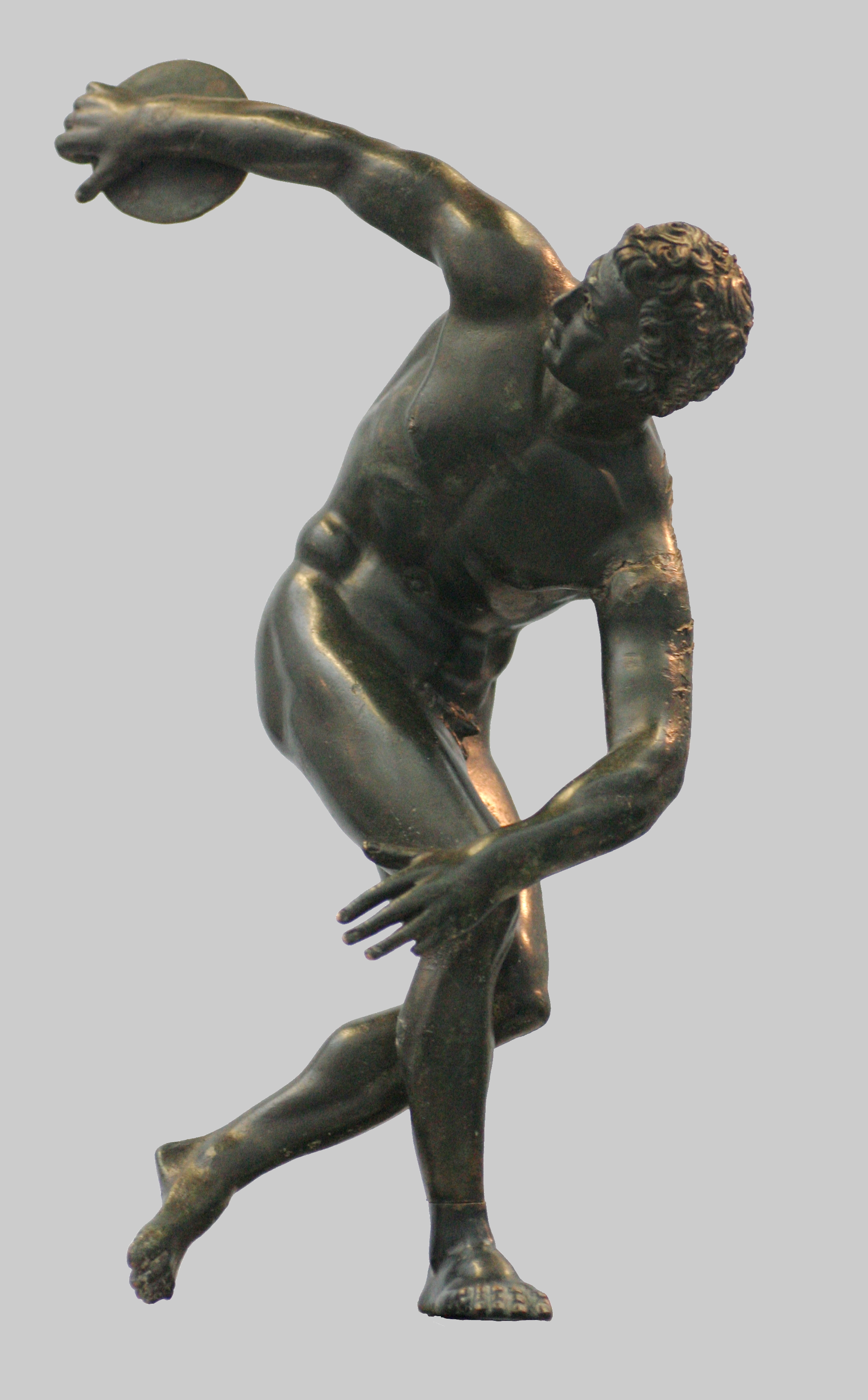
Diskobolos (Diskuswerfer), römische Bronzekopie aus dem 2. Jahrhundert n. Chr. eines Werkes des Griechen Myron aus dem 5. Jahrhundert v. Chr.

### Griechische Antike
Der Diskus wird schon von Homer als kreisförmige, linsenförmige Scheibe aus Stein oder Metall bezeichnet. Größe und Gewicht waren für Männer und Jungen verschieden. Das Gewicht lag zwischen 1,25 und 5,7 Kilogramm. Der Durchmesser lag zwischen 15,5 und 34 Zentimeter und die Dicke zwischen 4 und 13 Millimeter. Meistens war er mit Schriften oder religiösen Zeichen verziert. Teilweise war er aber auch nur als religiöse Opfergabe etc. gedacht, und es wurde nicht mit ihm geworfen. Es gab einen Diskus mit einem geschliffenen Rand, der als Waffe eingesetzt wurde. Auch bei Kampfspielen war der Diskus im Gebrauch.
Möglicherweise weist schon die Bezeichnung des „steineschleudernden“ Diomedes oder Ähnliches im Epos Ilias auf den Diskus hin. Zumindest war er Gegenstand der griechischen Mythologie. So hat Perseus seinen Großvater Akrisios unabsichtlich mit einem Diskuswurf erschlagen.
Der Diskuswerfer oder der Diskobolos fand in der klassischen Zeit von Myron seine statuarische Formgebung. Auch der Diskophoros oder Diskusträger des Polyklet kann hier erwähnt werden. War beim Diskophoros des Polyklet das Standmotiv (Klassischer Kontrapost) das Wesentliche, so ist es beim Myronischen Diskobolos einziges Moment der Ruhe innerhalb der Aktion.
Der Kampf im Diskuswurf wurde offiziell erstmals zu den Olympischen Spielen um 708 v. Chr. ausgetragen. Damals musste der Athlet noch von einem 60 mal 70 Zentimeter großen Podest werfen. Der Diskuswerfer war damals der Inbegriff des Athleten und hoch angesehen, was mit daran lag, dass es den Diskuswurf – im Gegensatz zur Neuzeit – nie als Einzeldisziplin, sondern immer nur in Kombination mit anderen Disziplinen gab. So war der Diskuswurf zum Beispiel ein Bestandteil des antiken Fünfkampfes.

### Indien
In der altindischen Literatur wird eine gezackte Wurfscheibe (sudarshana chakra) als Attribut des Hindu-Gottes Vishnu bereits im Rigveda, im Yajurveda und in den Puranas erwähnt. Vielleicht durch griechisch-hellenistische Einflüsse angeregt, wird Vishnu seit frühmittelalterlicher Zeit (um 500 n. Chr.) mit einer Wurfscheibe (chakra) dargestellt, die manchmal auch als ‚Rad‘ oder als ‚Diskus‘ übersetzt wird.

### Olympische Neuzeit

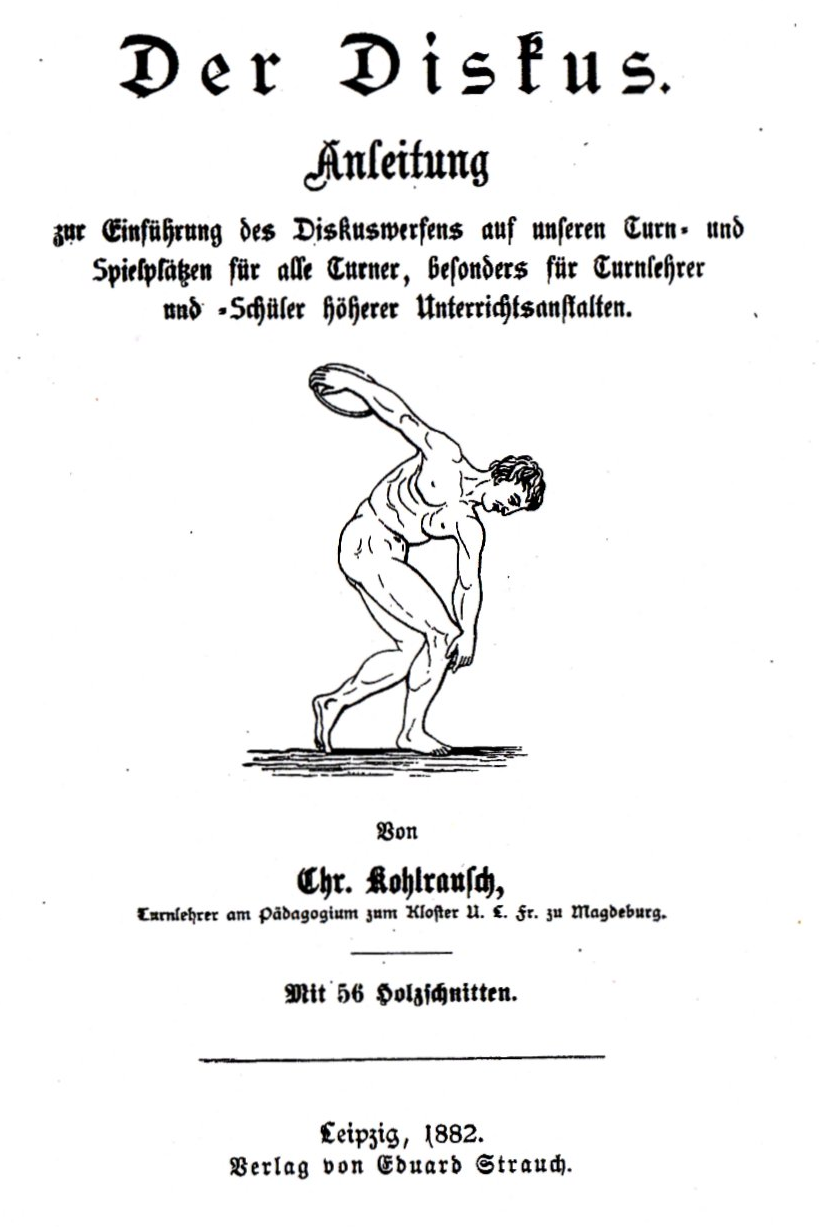
Der Diskus. Anleitung von Christian Georg Kohlrausch, 1882

Bis zur Mitte des 19. Jahrhunderts war der Diskuswurf nur durch Statuen und Zeichnungen überliefert ohne detaillierte Kenntnis der Wurftechnik und der Spezifikation der Wurfscheibe. Nach langjähriger Forschung und Experimenten mit Schülern in Magdeburg veröffentlichte Christian Georg Kohlrausch (1851–1934) 1882 Der Diskus. Anleitung zur Einführung des Diskuswerfens auf unseren Turn- und Spielplätzen.

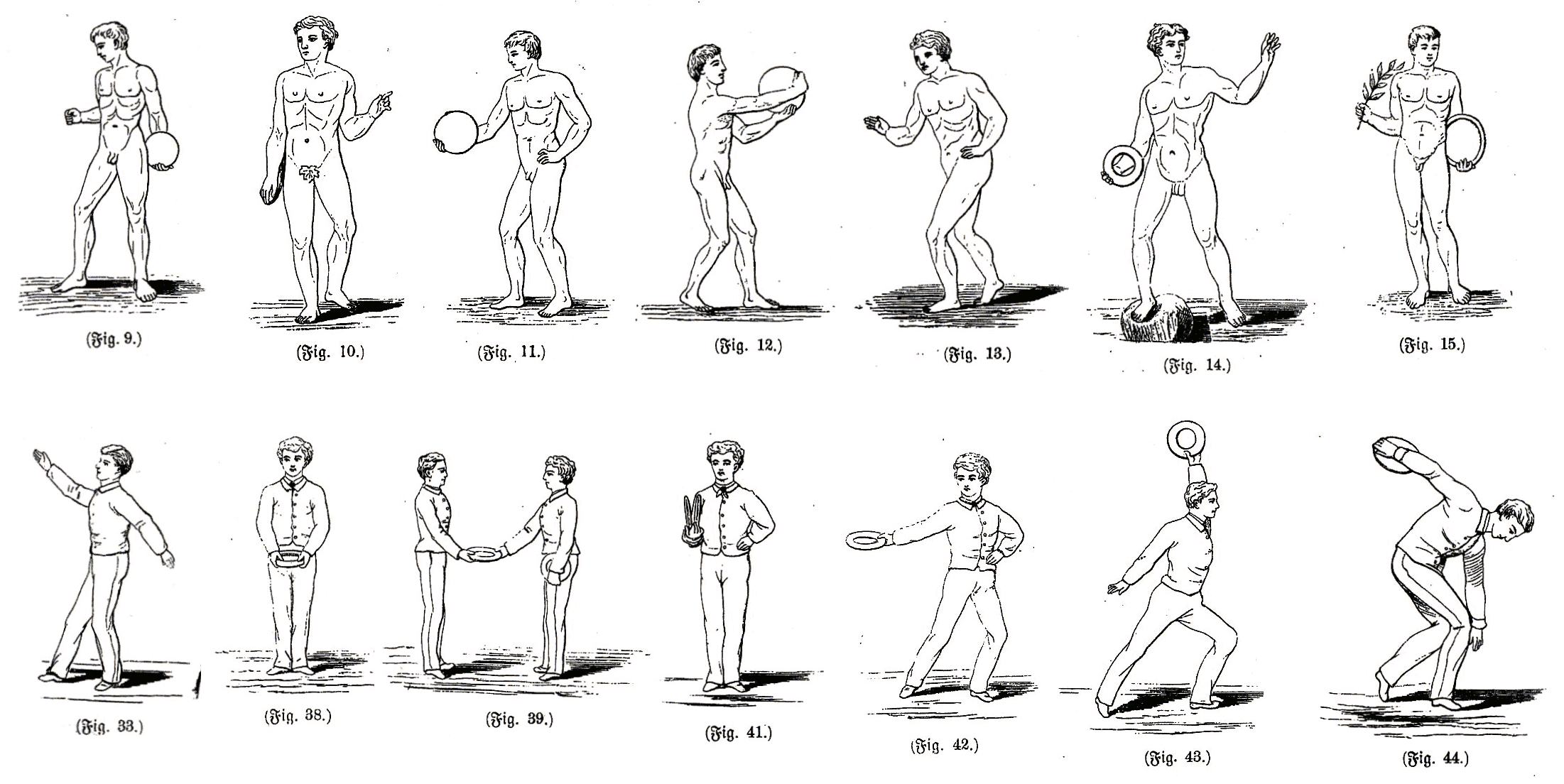
Holzschnitte aus Der Diskus. Anleitung von Christian Georg Kohlrausch, 1882

Diskuswurf stand 1896 in Athen bei den ersten neuzeitlichen Olympischen Spielen auf dem Programm. Geworfen wurde zunächst, wie es von Myron dargestellt wurde, von einem Sockel herunter, dann bis 1912 in Stockholm ebenerdig mit dem linken und rechten Arm, und dann folgte die heute gebräuchliche Form: aus einem Ring (2,50 m Durchmesser) mit eineinhalb Umdrehungen. Disken wiegen heute für Männer 2 Kilogramm, für Frauen 1 Kilogramm. Sie werden aus Holz mit einem Metallring bzw. Metallkern gefertigt. Die Drehtechnik beim Diskuswurf ist durch ihre Komplexität und dadurch, dass sie exakt ausgeführt werden muss, extrem schwierig zu erlernen und zu perfektionieren. So erreichen die meisten Spitzen-Diskuswerfer ihre Bestweiten meist erst ab einem Alter von ca. 30 Jahren.
Der erste offizielle Weltrekordhalter war James Duncan aus den USA (47,58 m, 1912). Ende der 1970er Jahre kamen nicht nur die Männer (zuerst Wolfgang Schmidt, DDR), sondern auch die Frauen (erstmals 1975 Faina Melnik, UdSSR) bereits deutlich weiter als 70 Meter. Beide hatten ihre Weiten damit ungefähr verdoppelt.

## Meilensteine
Männer:
- erste registrierte Weite (2-kg-Diskus, 7-Fuß-Kreis): 27,81 m, Panayiótis Paraskevópoulos (GRE), 21. März 1896 in Athen
- erster offizieller Weltrekord: 47,58 m, James Duncan (USA), 27. Mai 1912
- erster Wurf über 50 m: 51,03 m, Eric Krenz (USA), 17. Mai 1930
- erster Wurf über 60 m: 60,56 m, Jay Silvester (USA), 11. August 1961
- erster Wurf über 70 m: 70,24 m, Mac Wilkins (USA), 1. Mai 1976 (frühere Würfe von 1971 wurden nicht als Weltrekorde anerkannt)

Frauen:
- erste registrierte Weite (1,25-kg-Diskus): 16,64 m, Marian Connelly (USA), 16. Mai 1914 in Painesville
- erster offizieller Weltrekord: 27,39 m, Yvonne Tembouret (FRA), 23. September 1923
- erster Wurf über 30 m: 30,225 m, Lucienne Velu (FRA), 14. September 1924 (ein früherer Wurf von 1924 wurde nicht als Weltrekord anerkannt)
- erster Wurf über 40 m: 40,345 m, Jadwiga Wajs (POL), 15. Mai 1932
- erster Wurf über 50 m: 53,25 m, Nina Dumbadse (URS), 8. August 1948 (ein früherer Wurf von 1946 wurde nicht als Weltrekord anerkannt)
- erster Wurf über 60 m: 61,26 m, Liesel Westermann (FRG), 5. November 1967
- erster Wurf über 70 m: 70,20 m, Faina Melnik (URS), 20. August 1975

## Erfolgreichste Sportler
Männer:
- Al Oerter (USA): vierfacher Olympiasieger in Folge (1956, 1960, 1964 und 1968)
- Martin Sheridan (USA): zweifacher Olympiasieger (1904 und 1908), Sieger der Olympischen Zwischenspiele 1906
- Bud Houser (USA): zweifacher Olympiasieger (1924 und 1928)
- Virgilijus Alekna (LIT): zweifacher Olympiasieger (2000 und 2004) sowie Weltmeister 2003 und Weltmeisterschaftszweiter 2001
- Lars Riedel (GER): Olympiasieger 1996, Olympiazweiter 2000, fünffacher Weltmeister (1991, 1993, 1995, 1997, 2001)
- Robert Harting (GER): Olympiasieger 2012, dreifacher Weltmeister (2009, 2011, 2013), Weltmeisterschaftszweiter (2007)
- Jürgen Schult (GER) (bis 1990 für die DDR startend): Olympiasieger 1988, Olympiazweiter 1992, Weltmeister 1987, Weltmeisterschaftszweiter 1999, Weltmeisterschaftsdritter 1993 und 1997, Weltrekordhalter (74,08 m) bis 2024.

Frauen:
- Nina Ponomarjowa (URS): zweifache Olympiasiegerin (1952 und 1960)
- Evelin Jahl (DDR): zweifache Olympiasiegerin (1976 und 1980)
- Martina Hellmann (DDR): Olympiasiegerin 1988, zweifache Weltmeisterin (1983 und 1987)
- Sandra Perković (CRO): zweifache Olympiasiegerin (2012 und 2016), zweifache Weltmeisterin (2013 und 2017), Weltmeisterschaftszweite (2015) und Weltmeisterschaftsdritte (2019)
- Gabriele Reinsch (DDR): Weltrekordhalterin (76,80 m)

## Doping
Am 13. Juli 1981 annullierte der Internationale Leichtathletikverband (IAAF) die von Ben Plucknett (1954–2002), USA, aufgestellten zwei Diskusweltrekorde am 16. Mai 1981 in Modesto (Kalifornien, USA) und am 7. Juli in Stockholm (Schweden) – zuletzt mit 72,34 m – wegen der Verwendung von Anabolika, speziell Nandrolon, und verhängte eine Teilnahmesperre von 18 Monaten.

## Grundlagen

### Regeln
Mit der Gründung der Internationalen Leichtathletik-Föderation IAAF 1912 wurden erstmals feste Regeln für den Diskuswurf festgelegt.

#### Wettkampfablauf
Heute werden in einem regulären Wettkampf sechs Versuche geworfen. Ziel ist es, den Diskus möglichst weit in einen vorgegebenen Sektor zu schleudern. Die beste Weite wird für den jeweiligen Werfer gezählt. Nach den ersten drei Versuchen qualifizieren sich die acht Athleten mit höchsten Weiten für den Endkampf, in dem dann wieder jeweils drei Würfe ausgeübt werden. Im vierten und fünften Versuch wird in umgekehrter Reihenfolge des Wettkampfstandes nach drei Versuchen geworfen. Ebenso wird im letzten Versuch die Reihenfolge vom Letzten zum Ersten nach fünf Versuchen neu geordnet.

#### Ungültige Würfe
Ein Wurf ist ungültig, wenn:
- der Kreis nach vorn verlassen wurde (nach Beginn des Versuches),
- die Oberkante des Eisenringes oder der Boden außerhalb des Kreises während des Versuches berührt wurde, (Es ist KEIN Fehlversuch, wenn die Berührung, ohne Abdrücken während der ersten Drehung erfolgt)
- der Diskus nicht zuerst im Sektor aufkommt,
- die Vorbereitungszeit überschritten wurde,
- der Kreis verlassen wurde, bevor der Diskus den Boden berührte,
- der Versuch nicht aus der Ruhestellung begonnen wurde.

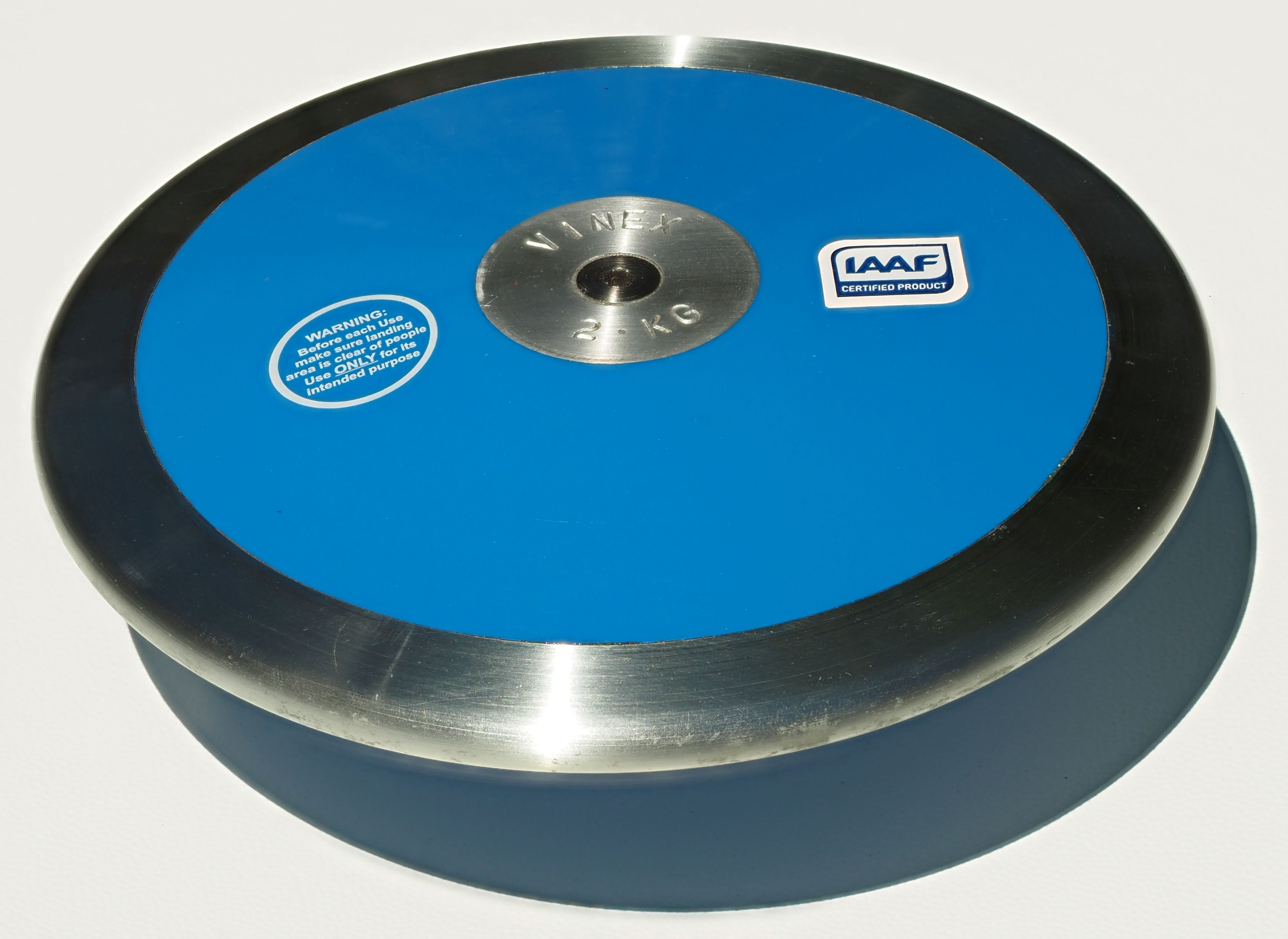
Wettkampfdiskus für Männer

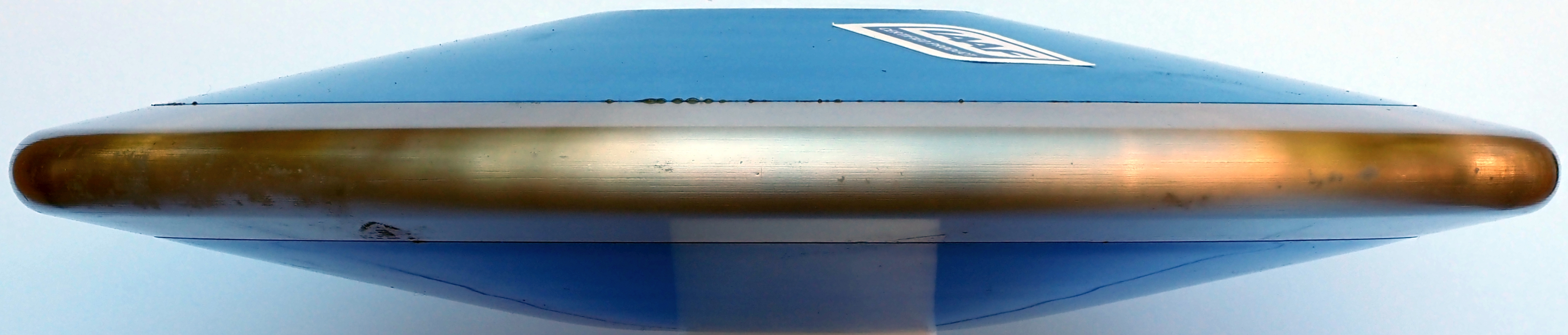
Seitenansicht

Längsschnitt (schematisch)

### Diskus
Der Diskus (auch Diskusscheibe) ist eine Scheibe mit kreisförmigem Querschnitt. Sein Gewicht ist bei Wettkämpfen auf 2 Kilogramm bei den Männern und 1 Kilogramm bei den Frauen genormt. Für Jugendliche und Senioren gibt es weitere Gewichtsklassen. Der Diskus besteht normalerweise bei Wettkämpfen aus Holz oder Kunststoffen, hat einen Einfassungsring aus Messing oder Stahl mit abgerundeter Außenkante und in der Mitte beidseitig einen Metalleinsatz. Moderne Geräte werden auch aus mit Kohlenstofffasern verstärkten oder anderen Verbundwerkstoffen gefertigt und mit Hilfe von Computern in ihren Flugeigenschaften optimiert. Bei guten Technikern unter den Athleten kann das eine spürbare Steigerung der Weiten bewirken, u. a. weil die Masseverteilung besser als beim Holzdiskus variiert werden und der größte Teil der Masse in den Einfassungsring verlagert werden kann. Je größer der Massenanteil im Außenring ist, desto höher die Eigenrotation. Dabei schwankt die Massenverteilung zwischen 70 % und bis zu 92 % im Außenring.
Bei den Männern hat der Diskus einen Durchmesser von 21,9 bis 22,1 Zentimeter und eine Höhe von 4,4 bis 4,6 Zentimeter in der Mitte. Bei Frauen hat der Diskus einen Durchmesser von 18,0 bis 18,2 Zentimeter und ist 3,7 bis 3,9 Zentimeter hoch. Der Radius der Außenkante beträgt etwa 6 Millimeter. Die Dicke steigt gleichmäßig von der Außenkantenrundung bis zum Rand der zentralen Kreisfläche an, deren Radius zwischen 25 und 28,5 Millimeter beträgt. Der Diskus muss symmetrisch sein; das heißt, Oberseite und Unterseite müssen gleich gestaltet sein.
Somit kann die Form des Diskus beschrieben werden als zwei an ihrer Grundfläche zusammengesetzte gleich große flache Kegel mit abgeflachter Spitze und abgerundeter Außenkante.
Der Metalleinsatz hat (wenn vorhanden) den Durchmesser der zentralen Kreisfläche. Er kann außerdem zur Nachtarierung des Gerätes genutzt werden, was bei den optimierten Geräten aus modernen Verbundwerkstoffen allerdings nicht mehr unbedingt nötig ist.

### Feld

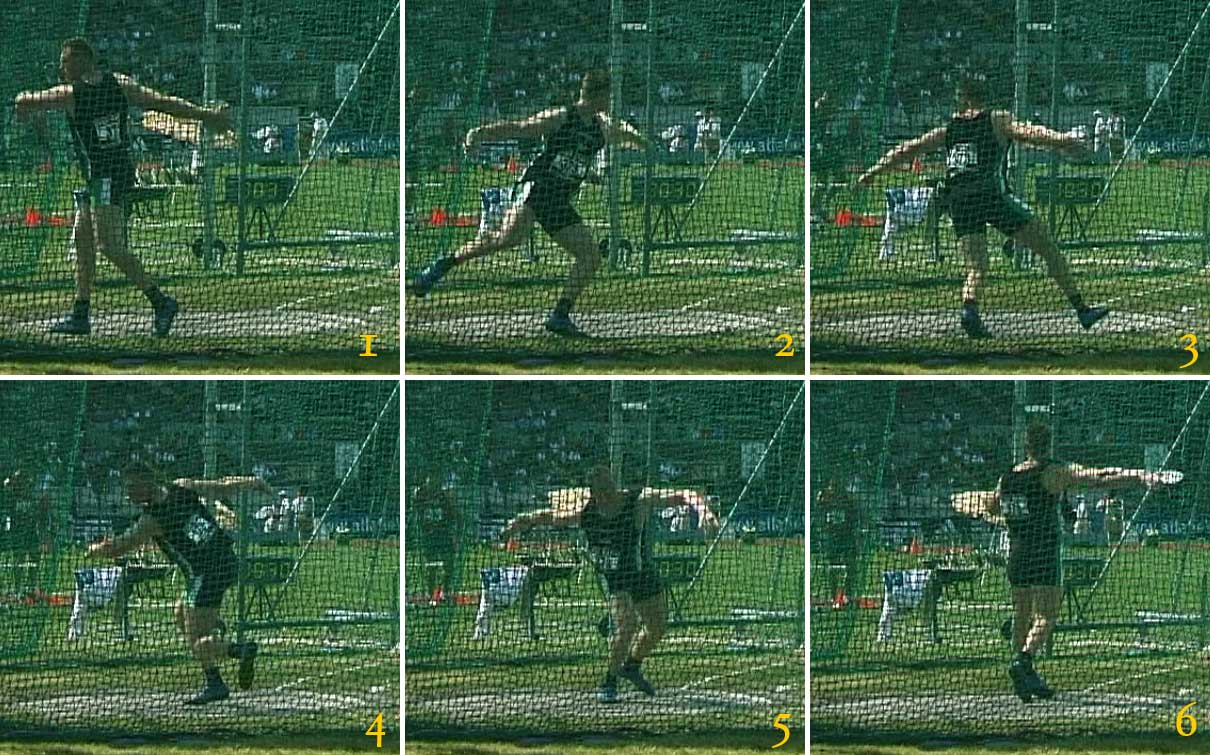
Wurfphasen im Wurfsektor

Der Athlet muss den Diskus in einen am Boden vorgegebenen Kreissektor werfen, dessen Seitengrenzen einen Winkel von 34,92° bilden, der seinen Scheitel im Wurfkreismittelpunkt hat.
Der Wurfkreis hat einen Durchmesser von 2,5 Meter, In der Mitte des Wurfringes befinden sich auf beiden Seiten eine mindestens 70 Zentimeter lange Linie, welche rechtwinklig zur Wurfrichtung gezeichnet sind. Sie dienen als Markierung. Der Werfer muss nach dem Wurf nach hinten links oder rechts von den Linien herausgehen. Falls der Werfer eine Linie berührt oder überschreitet ist der Wurf ungültig. Hinter und an den Seiten des Wurfringes befindet sich ein hohes, massives Metallgitter bzw. ein gespanntes Netz, welches nur zum Wurfsektor hin offen ist, um bei versehentlichen Fehlwürfen, welche stark von der gewollten Wurfrichtung abweichen, keine Personen zu verletzen oder technische Anlagen zu beschädigen.

## Physik des Diskuswurfs
Während seines Fluges vollführt der Diskus eine ballistische Kurve. Einfluss auf die Weite haben auch die Rotation des Diskus, sein Winkel gegenüber der anströmenden Luft sowie Luftbewegungen. Dabei sind drei Effekte zu berücksichtigen:
1. Der Kreiseleffekt: Da der Diskus beim Wurf eine Rotation um die Symmetrieachse erfährt, verhält er sich wie ein Kreisel. Das bedeutet, dass die geworfene Scheibe sehr stabil in der Luft liegt; die Drehachse ist bestrebt, ihre Ausrichtung beizubehalten.
2. Die Wurfparabel: Wenn man den Luftwiderstand vernachlässigt, beschreibt der Diskus eine Parabel als Flugbahn. Diese ist leicht asymmetrisch, weil sich der Abwurfpunkt etwas höher befindet (ca. in Höhe des gestreckten Armes des Athleten) als der Auftreffpunkt. Daher erreicht man die maximale Weite mit einem Wurfwinkel von knapp unter 45°. Selbstverständlich ist die Entfernung auch von der Abwurfgeschwindigkeit abhängig.Aerodynamik des Diskuswurfs

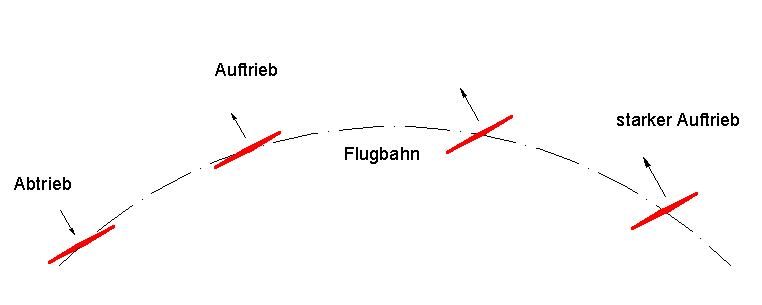
Aerodynamik des Diskuswurfs

3. Die Aerodynamik: Aufgrund seiner Form wirkt auf den Diskus eine durch die Luftströmung verursachte Auftriebskraft (so ähnlich wie es auch bei einem Flugzeugflügel der Fall ist). Diese Auftriebskraft setzt am Formschwerpunkt an, der in diesem Fall mit dem geometrischen Mittelpunkt und auch mit dem Schwerpunkt des Diskus übereinstimmt. Die Kraft ist umso größer, je steiler die Scheibe gegenüber der Flugrichtung geneigt ist. Bei einem optimal geworfenen Diskus ist dieser Neigungswinkel am Beginn der Wurfbahn noch negativ (ca. −10°), das heißt, er erhält hier noch einen Abtrieb (also eine Kraft, die ihn nach unten zieht). Das ändert sich jedoch bald, da der Diskus aufgrund der Rotation die Lage im Raum nicht ändert. Dadurch erfährt er im zweiten und dritten Drittel der Flugbahn einen immer stärker werdenden Auftrieb.

## Die Technik

### Phasen des Diskuswurfes
Die Technik des Diskuswurfes besteht aus einer anderthalbfachen Drehung um die eigene Achse. Um den Diskus unter den eben genannten Bedingungen möglichst kräftig zu beschleunigen, müssen viele Aspekte beachtet werden. Außerdem kann man die relativ flüssig aussehende Drehbewegung in verschiedene Phasen unterteilen.

#### Das Halten des Gerätes
Der Diskus liegt auf den letzten Fingergliedern, der Schwerpunkt befindet sich zwischen Zeige- und Mittelfinger. Durch eine leichte Beugung im Handgelenk berührt der obere Diskusrand den Unterarm. Dies verhindert das Herausfallen bei den Bewegungen und sorgt für die notwendige Lockerheit der Muskeln.

#### Die Ausgangsstellung
In der Ausgangsstellung zeigt der Rücken des Sportlers in Wurfrichtung. Er steht am hinteren Kreisrand. Die Beine stehen etwas über Schulterbreite auseinander. In einer lockeren, leicht sitzenden Haltung ruht das Körpergewicht auf beiden Vorderbeinen. Der Arm mit dem Diskus hängt locker pendelnd seitlich am Körper herab.

#### Der Anschwung
Zunächst bringt der Sportler den Diskus mit gestrecktem Wurfarm dazu, möglichst weit nach rechts hinten etwas über Schulterhöhe zu schwingen (Anschwung). Die Schwungbewegung sollte locker und ruhig ausgeführt werden. Kopf, Rumpf und Gegenarm unterstützen diese Bewegung. Der Oberkörper bleibt aufrecht.

#### Die Drehung
Durch die Drehung wird der Diskus auf einem möglichst langen Weg fortlaufend beschleunigt, dabei wird das Gerät durch die Beine überholt, wodurch sich eine Vergrößerung der Verwringung zwischen Schulter- und Beckenachse ergibt.
Bei der Drehung beginnt sich das linke Bein auf dem Fußballen in Wurfrichtung zu drehen. Das Körpergewicht verlagert sich auf das linke Bein. Sobald das linke Bein einen Winkel von etwa 120° zur Wurfrichtung erreicht hat, drückt sich das rechte vom Boden ab. Der Fuß des leicht gebeugten rechten Beines bewegt sich auf einem optimalen Radius in Richtung des vorderen Kreisrandes. Durch diesen relativ großen Abstand zwischen rechtem Fuß und Wurfarm kommt es zu einer besseren Verwringung während der Drehung. Sobald die Körperfront in Wurfrichtung weist, hebt der linke Fuß vom Boden ab. Dadurch entsteht die Flugphase der Drehung: Der Werfer bewegt sich vorwärts und führt gleichzeitig eine Drehbewegung aus.
Nachdem das gebeugte rechte Bein auf dem vorderen Teil des Fußes etwa in Kreismitte aufgesetzt hat, wird das linke Bein auf möglichst kurzem Weg nach vorn gebracht und vor dem rechten, etwa parallel dazu, mit der Innenkante des Fußes aktiv aufgesetzt. Das rechte Knie sollte bei der Landung die gleiche Winkelstellung einnehmen wie zu Beginn der Umdrehung vor dem Anreißen des Oberschenkels. Die Landung der Beine erfolgt kurz nacheinander. Im Verlauf der Drehung bewegt sich die Schulterachse parallel zum Erdboden. Der Rücken der Wurfhand zeigt ständig nach oben.

#### Die Wurfauslage

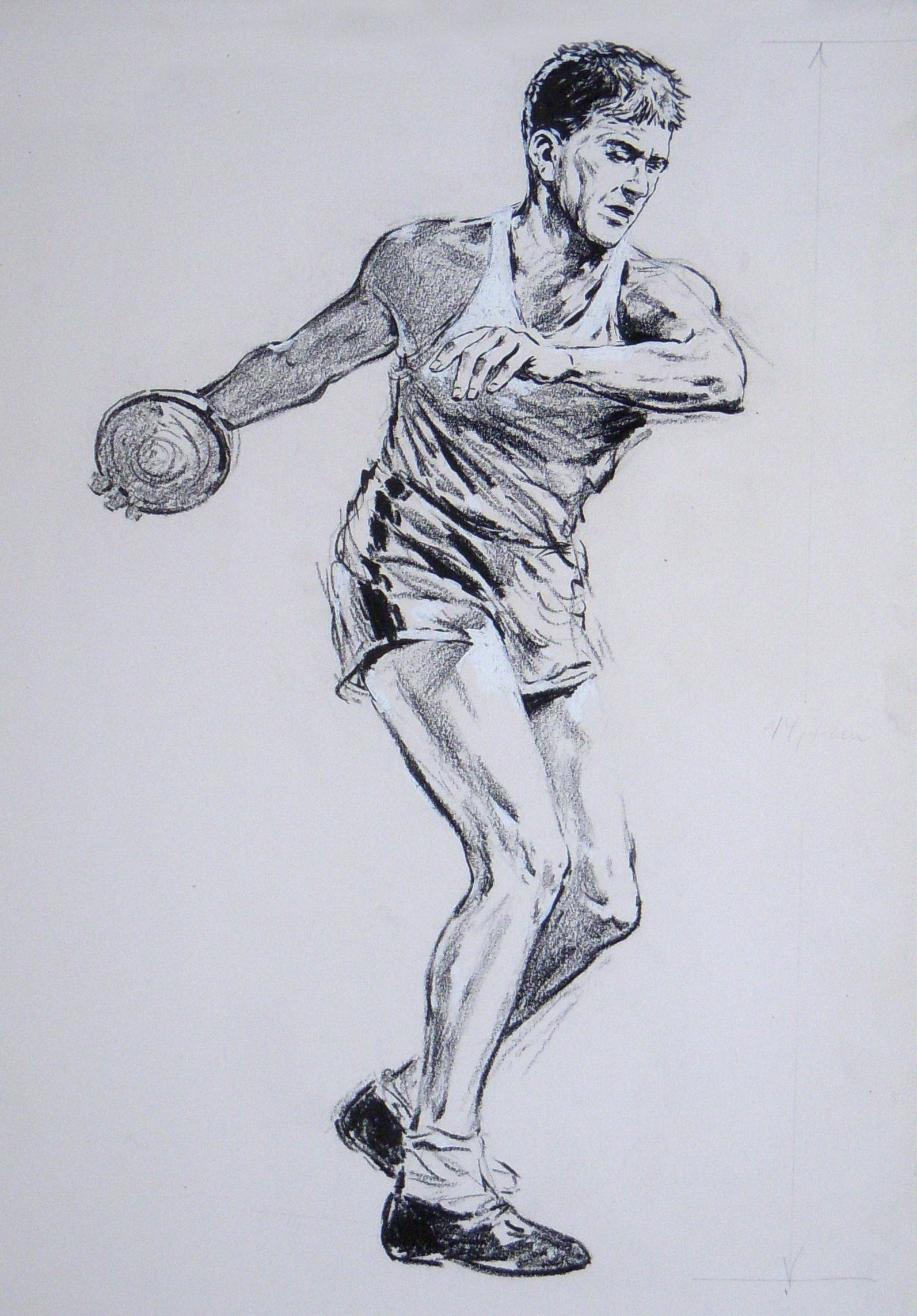
Diskuswerfer, Illustration (1965) von Helmuth Ellgaard

Der Werfer muss sich nach der Umdrehung in einer guten Gleichgewichtslage befinden, damit er seine Kraft voll auf den Diskus übertragen kann. Das Körpergewicht ruht auf dem gebeugten rechten Bein. Der in der Kreismitte aufgesetzte rechte Fuß steht in einem Winkel von ca. 140° zur Wurfrichtung. Das linke Bein hat leicht gebeugt mit der Innenkante des Fußes aufgesetzt. Die Größe der Wurfauslage sollte ca. 80 Zentimeter betragen. Der linke Fuß steht etwa 10 Zentimeter vom Kreisrand und etwa 10 bis 15 Zentimeter links der Mittellinie des Kreises. Der Winkel zwischen der Wurfrichtung und dem linken Fuß beträgt ca. 90°. Da der Arm mit dem Diskus noch weit hinter dem Körper zurück ist, verbleibt für das Gerät bis zum Abwurf ein Weg von ungefähr 270°. Die rechte Hüfte befindet sich vor der rechten Schulter, dadurch kommt es zu einer Verwringung der rechten Körperseite. Der Oberkörper ist aufrecht, die linke Körperseite bildet von Fuß bis Schulter eine Gerade. Die Verwringung der rechten Körperseite entsteht zum einen zwischen der Schulter- und Beckenachse, zum anderen zwischen Schulter und Wurfarm. Die Spannung muss beibehalten werden und löst sich erst im Abwurf.

#### Die Abwurfbewegung
In dieser Stellung beginnt die explosive Dreh-Streckbewegung des hinteren Beines, die die rechte Hüfte und die rechte Schulter nach vorne bringt. Wenn das Körpergewicht über das linke Bein kommt, gelangen Becken- und Schulterachse in Wurfrichtung. Anschließend erfolgt der Abwurf mit langem Wurfarm in Schulterhöhe. Er wird von der Streckbewegung beider Beine unterstützt. Für einen Moment befinden sich dann – beim Sprungabwurf – beide Beine in der Luft. Im Zeitpunkt des Abwurfes wird die linke Körperhälfte festgestellt, so dass der Kraftimpuls geradlinig in Wurfrichtung fortgeführt werden kann. Beim Abwurf weist der Handrücken nach oben, und der Diskus rollt über den Zeigefinger ab. Durch die Rotation erhält der Diskus Flugstabilität.

#### Das Abfangen
Das Abfangen des Körperschwunges erfolgt beim Stützwurf durch Umspringen der Beine. Das rechte Bein kommt dabei nach vorn an den Kreisrand, mit dem Kniegelenk wird das Körpergewicht abgefangen. Es soll erst umgesprungen werden, wenn das Gerät die Wurfhand verlassen hat.
Beim Sprungwurf wird nach verlassen des Diskus eine weitere Drehung in der Luft gemacht, wobei das Körpergewicht in die Mitte des Ringes zu verlagern ist. Man landet erneut auf dem linken Fuß und dreht auf ihm aus, bis das Gleichgewicht genügend ausbalanciert wurde, um sicher den rechten Fuß im Ring zu setzen und den Wurf zu beenden.

### Häufig begangene Fehler
1. Der Spannungsaufbau in der Hauptbeschleunigungsphase entspricht nicht den Anforderungen. Die Arme sind in dem Falle schneller als die Beine.
2. Der Fußaufsatz in der Ringmitte ist zu passiv. Da ein Weiterdrehen des rechten Fußes/des Knies nur bei Ballenaufsatz gelingt, wird die Wurfbewegung unterbrochen. Dies führt zu einer ungleichmäßigen, schlechten Beschleunigung des Gerätes.
3. Die Drehbewegung erfolgt zu oberkörperbetont, das heißt, auf das in diesem Teil der Beschleunigungsphase Last tragende linke Bein wird nur ein geringer Teil des Gewichtes verlagert. Dadurch wird der Rest der Drehbewegung nicht mehr sanft genug.
4. Der Oberkörper bleibt bei der ersten ganzen Drehung nicht senkrecht, sondern kippt über die linke Seite (Steuerung der Drehung mit dem Oberkörper, nicht mit den Beinen).

## Statistik

### Medaillengewinner der Olympischen Spiele

#### Männer
| Jahr | Goldmedaille          | Silbermedaille             | Bronzemedaille      |
| ---- | --------------------- | -------------------------- | ------------------- |
| 1896 | Robert Garrett        | Panagiotis Paraskevopoulos | Sotirios Versis     |
| 1900 | Rudolf Bauer          | František Janda-Suk        | Richard Sheldon     |
| 1904 | Martin Sheridan       | Ralph Rose                 | Nikolaos Georgandas |
| 1906 | Martin Sheridan       | Nikolaos Georgandas        | Verner Järvinen     |
| 1908 | Martin Sheridan       | Merritt Giffin             | Bill Horr           |
| 1912 | Armas Taipale         | Richard Byrd               | James Duncan        |
| 1920 | Elmer Niklander       | Armas Taipale              | Gus Pope            |
| 1924 | Bud Houser            | Vilho Niittymaa            | Thomas Lieb         |
| 1928 | Bud Houser            | Antero Kivi                | James Corson        |
| 1932 | John Anderson         | Henri LaBorde              | Paul Winter         |
| 1936 | Ken Carpenter         | Gordon Dunn                | Giorgio Oberweger   |
| 1948 | Adolfo Consolini      | Giuseppe Tosi              | Fortune Gordien     |
| 1952 | Sim Iness             | Adolfo Consolini           | Jim Dillion         |
| 1956 | Al Oerter             | Fortune Gordien            | Des Koch            |
| 1960 | Al Oerter             | Rink Babka                 | Dick Cochran        |
| 1964 | Al Oerter             | Ludvík Daněk               | Dave Weill          |
| 1968 | Al Oerter             | Lothar Milde               | Ludvík Daněk        |
| 1972 | Ludvík Daněk          | Jay Silvester              | Ricky Bruch         |
| 1976 | Mac Wilkins           | Wolfgang Schmidt           | John Powell         |
| 1980 | Wiktor Raschtschupkin | Imrich Bugár               | Luis Delís          |
| 1984 | Rolf Danneberg        | Mac Wilkins                | John Powell         |
| 1988 | Jürgen Schult         | Romas Ubartas              | Rolf Danneberg      |
| 1992 | Romas Ubartas         | Jürgen Schult              | Roberto Moya        |
| 1996 | Lars Riedel           | Uladsimir Dubrouschtschyk  | Wassil Kapzjuch     |
| 2000 | Virgilijus Alekna     | Lars Riedel                | Frantz Kruger       |
| 2004 | Virgilijus Alekna     | Zoltán Kővágó              | Aleksander Tammert  |
| 2008 | Gerd Kanter           | Piotr Małachowski          | Virgilijus Alekna   |
| 2012 | Robert Harting        | Ehsan Hadadi               | Gerd Kanter         |
| 2016 | Christoph Harting     | Piotr Małachowski          | Daniel Jasinski     |
| 2020 | Daniel Ståhl          | Simon Pettersson           | Lukas Weißhaidinger |
| 2024 | Rojé Stona            | Mykolas Alekna             | Matthew Denny       |

#### Frauen
| Jahr | Goldmedaille            | Silbermedaille         | Bronzemedaille            |
| ---- | ----------------------- | ---------------------- | ------------------------- |
| 1928 | Halina Konopacka        | Lillian Copeland       | Ruth Svedberg             |
| 1932 | Lillian Copeland        | Ruth Osburn            | Jadwiga Wajs              |
| 1936 | Gisela Mauermayer       | Jadwiga Wajs           | Paula Mollenhauer         |
| 1948 | Micheline Ostermeyer    | Edera Gentile          | Jacqueline Mazéas         |
| 1952 | Nina Romaschkowa        | Jelisaweta Bagrjanzewa | Nina Dumbadse             |
| 1956 | Olga Fikotová           | Irina Begljakowa       | Nina Ponomarjowa          |
| 1960 | Nina Ponomarjowa        | Tamara Press           | Lia Manoliu               |
| 1964 | Tamara Press            | Ingrid Lotz            | Lia Manoliu               |
| 1968 | Lia Manoliu             | Liesel Westermann      | Jolán Kleiber             |
| 1972 | Faina Melnik            | Argentina Menis        | Wassilka Stoewa           |
| 1976 | Evelin Schlaak          | Marija Wergowa         | Gabriele Hinzmann         |
| 1980 | Evelin Jahl             | Marija Petkowa         | Tatjana Lessowaja         |
| 1984 | Ria Stalman             | Leslie Deniz           | Florența Crăciunescu      |
| 1988 | Martina Hellmann        | Diana Gansky           | Zwetanka Christowa        |
| 1992 | Maritza Martén          | Zwetanka Christowa     | Daniela Costian           |
| 1996 | Ilke Wyludda            | Natalja Sadowa         | Elina Swerawa             |
| 2000 | Elina Swerawa           | Anastasia Kelesidou    | Iryna Jattschanka         |
| 2004 | Natalja Sadowa          | Anastasia Kelesidou    | Věra Pospíšilová-Cechlová |
| 2008 | Stephanie Brown Trafton | Olena Antonowa         | Song Aimin                |
| 2012 | Sandra Perković         | Li Yanfeng             | Yarelys Barrios           |
| 2016 | Sandra Perković         | Mélina Robert-Michon   | Denia Caballero           |
| 2020 | Valarie Allman          | Kristin Pudenz         | Yaimé Pérez               |
| 2024 | Valarie Allman          | Feng Bin               | Sandra Elkasević          |

### Medaillengewinner der Weltmeisterschaften

#### Männer
| Jahr | Goldmedaille       | Silbermedaille            | Bronzemedaille      |
| ---- | ------------------ | ------------------------- | ------------------- |
| 1983 | Imrich Bugár       | Luis Delís                | Gejza Valent        |
| 1987 | Jürgen Schult      | John Powell               | Luis Delís          |
| 1991 | Lars Riedel        | Erik de Bruin             | Attila Horváth      |
| 1993 | Lars Riedel        | Dmitri Schewtschenko      | Jürgen Schult       |
| 1995 | Lars Riedel        | Uladsimir Dubrouschtschyk | Wassil Kapzjuch     |
| 1997 | Lars Riedel        | Virgilijus Alekna         | Jürgen Schult       |
| 1999 | Anthony Washington | Jürgen Schult             | Lars Riedel         |
| 2001 | Lars Riedel        | Virgilijus Alekna         | Michael Möllenbeck  |
| 2003 | Virgilijus Alekna  | Róbert Fazekas            | Wassil Kapzjuch     |
| 2005 | Virgilijus Alekna  | Gerd Kanter               | Michael Möllenbeck  |
| 2007 | Gerd Kanter        | Robert Harting            | Rutger Smith        |
| 2009 | Robert Harting     | Piotr Małachowski         | Gerd Kanter         |
| 2011 | Robert Harting     | Gerd Kanter               | Ehsan Hadadi        |
| 2013 | Robert Harting     | Piotr Małachowski         | Gerd Kanter         |
| 2015 | Piotr Małachowski  | Philip Milanov            | Robert Urbanek      |
| 2017 | Andrius Gudžius    | Daniel Ståhl              | Mason Finley        |
| 2019 | Daniel Ståhl       | Fedrick Dacres            | Lukas Weißhaidinger |
| 2022 | Kristjan Čeh       | Mykolas Alekna            | Andrius Gudžius     |
| 2023 | Daniel Ståhl       | Kristjan Čeh              | Mykolas Alekna      |

#### Frauen
| Jahr | Goldmedaille         | Silbermedaille          | Bronzemedaille            |
| ---- | -------------------- | ----------------------- | ------------------------- |
| 1983 | Martina Opitz        | Galina Murašova         | Marija Wergowa-Petkowa    |
| 1987 | Martina Hellmann     | Diana Gansky            | Zwetanka Christowa        |
| 1991 | Zwetanka Christowa   | Ilke Wyludda            | Laryssa Mychaltschenko    |
| 1993 | Olga Tschernjawskaja | Daniela Costian         | Min Chunfeng              |
| 1995 | Elina Swerawa        | Ilke Wyludda            | Olga Tschernjawskaja      |
| 1997 | Beatrice Faumuina    | Elina Swerawa           | Natalja Sadowa            |
| 1999 | Franka Dietzsch      | Anastasia Kelesidou     | Nicoleta Grasu            |
| 2001 | Elina Swerawa        | Nicoleta Grasu          | Anastasia Kelesidou       |
| 2003 | Iryna Jattschanka    | Anastasia Kelesidou     | Ekaterini Vongoli         |
| 2005 | Franka Dietzsch      | Natalja Sadowa          | Věra Pospíšilová-Cechlová |
| 2007 | Franka Dietzsch      | Darja Pischtschalnikowa | Yarelys Barrios           |
| 2009 | Dani Samuels         | Yarelys Barrios         | Nicoleta Grasu            |
| 2011 | Li Yanfeng           | Nadine Müller           | Yarelys Barrios           |
| 2013 | Sandra Perković      | Mélina Robert-Michon    | Yarelys Barrios           |
| 2015 | Denia Caballero      | Sandra Perković         | Nadine Müller             |
| 2017 | Sandra Perković      | Dani Stevens            | Mélina Robert-Michon      |
| 2019 | Yaimé Pérez          | Denia Caballero         | Sandra Perković           |
| 2022 | Feng Bin             | Sandra Perković         | Valarie Allman            |
| 2023 | Laulauga Tausaga     | Valarie Allman          | Feng Bin                  |

### Weltrekordentwicklung

#### Männer
| Weite (m) | Name                | Datum              | Ort               |
| --------- | ------------------- | ------------------ | ----------------- |
| 47,58     | James Duncan        | 27. Mai 1912       | New York City     |
| 47,61     | Thomas Lieb         | 14. September 1924 | Chicago           |
| 47,89     | Glenn Hartranft     | 2. Mai 1925        | San Francisco     |
| 48,20     | Bud Houser          | 2. April 1926      | Palo Alto         |
| 49,90     | Eric Krenz          | 9. März 1929       | Palo Alto         |
| 51,03     | Eric Krenz          | 17. Mai 1930       | Palo Alto         |
| 51,73     | Paul Jessup         | 23. August 1930    | Pittsburgh        |
| 52,42     | Harald Andersson    | 25. August 1934    | Oslo              |
| 53,10     | Willy Schröder      | 28. April 1935     | Magdeburg         |
| 53,26     | Archie Harris       | 20. Juni 1941      | Palo Alto         |
| 53,34     | Adolfo Consolini    | 26. Oktober 1941   | Mailand           |
| 54,23     | Adolfo Consolini    | 14. April 1946     | Mailand           |
| 54,93     | Bob Fitch           | 8. Juni 1946       | Minneapolis       |
| 55,33     | Adolfo Consolini    | 10. Oktober 1948   | Mailand           |
| 56,46     | Fortune Gordien     | 9. Juli 1949       | Lissabon          |
| 56,97     | Fortune Gordien     | 14. August 1949    | Hämeenlinna       |
| 57,93     | Sim Iness           | 20. Juni 1953      | Lincoln           |
| 58,10     | Fortune Gordien     | 11. Juli 1953      | Pasadena          |
| 59,28     | Fortune Gordien     | 22. August 1953    | Pasadena          |
| 59,91     | Edmund Piątkowski   | 14. Juni 1959      | Warschau          |
| 59,91     | Rink Babka          | 12. August 1960    | Walnut            |
| 60,56     | Jay Silvester       | 11. August 1961    | Frankfurt am Main |
| 60,72     | Jay Silvester       | 20. August 1961    | Brüssel           |
| 61,10     | Al Oerter           | 18. Mai 1962       | Los Angeles       |
| 61,64     | Wladimir Trussenjow | 4. Juni 1962       | Leningrad         |
| 62,45     | Al Oerter           | 1. Juli 1962       | Chicago           |
| 62,62     | Al Oerter           | 27. April 1963     | Walnut            |
| 62,94     | Al Oerter           | 25. April 1964     | Walnut            |
| 64,55     | Ludvík Daněk        | 2. August 1964     | Turnov            |
| 65,22     | Ludvík Daněk        | 12. Oktober 1965   | Sokolov           |
| 66,54     | Jay Silvester       | 25. Mai 1968       | Modesto           |
| 68,40     | Jay Silvester       | 18. September 1968 | Reno              |
| 68,40     | Ricky Bruch         | 5. Juli 1972       | Stockholm         |
| 68,48     | John van Reenen     | 14. März 1975      | Stellenbosch      |
| 69,08     | John Powell         | 3. Mai 1975        | Long Beach        |
| 69,18     | Mac Wilkins         | 24. April 1976     | Walnut            |
| 69,80     | Mac Wilkins         | 1. Mai 1976        | San José          |
| 70,24     | Mac Wilkins         | 1. Mai 1976        | San José          |
| 70,86     | Mac Wilkins         | 1. Mai 1976        | San José          |
| 71,16     | Wolfgang Schmidt    | 9. August 1978     | Berlin            |
| 71,86     | Juri Dumtschew      | 29. Mai 1983       | Moskau            |
| 74,08     | Jürgen Schult       | 6. Juni 1986       | Neubrandenburg    |
| 74,35     | Mykolas Alekna      | 14. April 2024     | Ramona            |
| 75,56     | Mykolas Alekna      | 13. April 2025     | Ramona            |

#### Frauen
* : Von der Frauensport-Organisation FSFI anerkannte Weltrekorde, bevor die Internationale Leichtathletik-Föderation IAAF Diskusweltrekorde für Frauen führte.
| Weite (m) | Name                    | Datum              | Ort              |
| --------- | ----------------------- | ------------------ | ---------------- |
| 27,39 *   | Yvonne Tembouret        | 23. September 1923 | Paris            |
| 27,70 *   | Lucie Petit-Diagre      | 14. Juli 1924      | Paris            |
| 28,325 *  | Lucie Petit-Diagre      | 21. Juli 1924      | Brüssel          |
| 30,10 *   | Violette Gouraud-Morris | 4. August 1924     | London           |
| 30,225 *  | Lucienne Velu           | 19. September 1924 | Paris            |
| 31,15 *   | Marie Vidláková         | 11. Oktober 1925   | Prag             |
| 34,15 *   | Halina Konopacka        | 23. Mai 1926       | Warschau         |
| 38,34 *   | Milly Reuter            | 22. August 1926    | Braunschweig     |
| 39,18 *   | Halina Konopacka        | 4. September 1927  | Warschau         |
| 39,62 *   | Halina Konopacka        | 31. Juli 1928      | Amsterdam        |
| 40,345 *  | Jadwiga Wajs            | 15. Mai 1932       | Pabianice        |
| 40,39 *   | Jadwiga Wajs            | 16. Mai 1932       | Łódź             |
| 40,84 *   | Grete Heublein          | 19. Juni 1932      | Hagen            |
| 42,43 *   | Jadwiga Wajs            | 19. Juni 1932      | Łódź             |
| 43,08 *   | Jadwiga Wajs            | 15. Juli 1933      | Królewska Huta   |
| 43,795 *  | Jadwiga Wajs            | 11. August 1934    | London           |
| 44,34 *   | Gisela Mauermayer       | 2. Juni 1935       | Ulm              |
| 44,76 *   | Gisela Mauermayer       | 4. Juni 1935       | Nürnberg         |
| 45,53 *   | Gisela Mauermayer       | 23. Juni 1935      | München          |
| 46,10 *   | Gisela Mauermayer       | 29. Juni 1935      | Jena             |
| 47,12 *   | Gisela Mauermayer       | 25. August 1935    | Dresden          |
| 48,31     | Gisela Mauermayer       | 11. Juli 1936      | Berlin           |
| 53,25     | Nina Dumbadse           | 8. August 1948     | Moskau           |
| 53,37     | Nina Dumbadse           | 27. Mai 1951       | Gori             |
| 53,61     | Nina Romaschkowa        | 9. August 1952     | Odessa           |
| 57,04     | Nina Dumbadse           | 18. Oktober 1952   | Tbilissi         |
| 57,15     | Tamara Press            | 12. September 1960 | Rom              |
| 57,43     | Tamara Press            | 15. Juli 1961      | Moskau           |
| 58,06     | Tamara Press            | 1. September 1961  | Sofia            |
| 58,98     | Tamara Press            | 20. September 1961 | London           |
| 59,29     | Tamara Press            | 18. Mai 1963       | Moskau           |
| 59,70     | Tamara Press            | 11. August 1965    | Moskau           |
| 61,26     | Liesel Westermann       | 5. November 1967   | São Paulo        |
| 61,64     | Christine Spielberg     | 26. Mai 1968       | Regis-Breitingen |
| 62,54     | Liesel Westermann       | 24. Juli 1968      | Werdohl          |
| 62,70     | Liesel Westermann       | 18. Juni 1969      | Berlin           |
| 63,96     | Liesel Westermann       | 27. September 1969 | Hamburg          |
| 64,22     | Faina Melnik            | 12. August 1971    | Helsinki         |
| 64,88     | Faina Melnik            | 4. September 1971  | München          |
| 65,42     | Faina Melnik            | 31. Mai 1972       | Moskau           |
| 65,48     | Faina Melnik            | 24. Juni 1972      | Augsburg         |
| 66,76     | Faina Melnik            | 4. August 1972     | Moskau           |
| 67,32     | Argentina Menis         | 23. September 1972 | Constanța        |
| 67,44     | Faina Melnik            | 25. Mai 1973       | Riga             |
| 67,58     | Faina Melnik            | 10. Juli 1973      | Moskau           |
| 69,48     | Faina Melnik            | 27. September 1973 | Edinburgh        |
| 69,90     | Faina Melnik            | 27. Mai 1974       | Prag             |
| 70,20     | Faina Melnik            | 20. August 1975    | Zürich           |
| 70,50     | Faina Melnik            | 24. April 1976     | Sotschi          |
| 70,72     | Evelin Jahl             | 12. August 1978    | Dresden          |
| 71,50     | Evelin Jahl             | 10. Mai 1980       | Potsdam          |
| 71,80     | Marija Wergowa-Petkowa  | 13. Juli 1980      | Sofia            |
| 73,26     | Galina Sawinkowa        | 22. Mai 1983       | Leselidse        |
| 73,36     | Irina Meszynski         | 17. August 1984    | Prag             |
| 74,56     | Zdeňka Šilhavá          | 26. August 1984    | Nitra            |
| 76,80     | Gabriele Reinsch        | 9. Juli 1988       | Neubrandenburg   |

### Weltbestenliste

#### Männer
Alle Diskuswerfer mit einer Weite von 69,51 m oder weiter. Letzte Veränderung: 16. August 2025
1. 75,56 m  Mykolas Alekna, Ramona, 13. April 2025
2. 74,78 m  Matthew Denny, Ramona, 13. April 2025
3. 74,08 m  Jürgen Schult, Neubrandenburg, 6. Juni 1986 (deutscher Rekord)
4. 73,88 m  Virgilijus Alekna, Kaunas, 3. August 2000
5. 73,38 m  Gerd Kanter, Helsingborg, 4. September 2006
6. 72,34 m  Kristjan Čeh, Zagreb, 24. Mai 2025
7. 72,01 m  Ralford Mullings, Ramona, 16. August 2025
8. 71,86 m  Juri Dumtschew, Moskau, 29. Mai 1983
9. 71,86 m  Daniel Ståhl, Bottnaryd, 29. Juni 2019
10. 71,84 m  Piotr Małachowski, Hengelo, 8. Juni 2013
11. 71,70 m  Róbert Fazekas, Szombathely, 14. Juli 2002
12. 71,50 m  Lars Riedel, Wiesbaden, 3. Mai 1997
13. 71,48 m  Alex Rose, Allendale, 11. Mai 2024
14. 71,32 m  Ben Plucknett, Eugene, 4. Juni 1983
15. 71,27 m  Sam Mattis, Ramona, 13. April 2025
16. 71,26 m  John Powell, San José, 9. Juni 1984
17. 71,26 m  Ricky Bruch, Malmö, 15. November 1984
18. 71,26 m  Imrich Bugár, San José, 25. Mai 1985
19. 71,18 m  Art Burns, San José, 19. Juli 1983
20. 71,16 m  Wolfgang Schmidt, Berlin, 9. August 1978
21. 71,14 m  Anthony Washington, Salinas, 22. Mai 1996
22. 71,06 m  Luis Delís, Havanna, 21. Mai 1983
23. 71,01 m  Clemens Prüfer, Ramona, 13. April 2025
24. 70,98 m  Mac Wilkins, Helsinki, 9. Juli 1980
25. 70,82 m  Aleksander Tammert, Denton, 15. April 2006
26. 70,78 m  Fedrick Dacres, Rabat, 16. Juni 2019
27. 70,76 m  Lawrence Okoye, Ramona, 13. April 2025
28. 70,68 m  Lukas Weißhaidinger, Schwechat, 19. Mai 2023 (österreichischer Rekord)[3]
29. 70,66 m  Robert Harting, Turnov, 22. Mai 2012
30. 70,54 m  Dmitri Schewtschenko, Krasnodar, 7. Mai 2002
31. 70,38 m  Jay Silvester, Lancaster, 16. Mai 1971
32. 70,32 m  Frantz Kruger, Salon-de-Provence, 26. Mai 2002
33. 70,29 m  Mauricio Ortega, Lovelhe, 22. Juli 2020
34. 70,25 m  Lolassonn Djouhan, Alès, 21. Juni 2025
35. 70,17 m  Rojé Stona, Ramona, 16. August 2025
36. 70,06 m  Romas Ubartas, Smalininkai, 8. Mai 1988
37. 70,05 m  Mika Sosna, Ramona, 10. April 2025
38. 70,00 m  Juan Martínez, Havanna, 21. Mai 1983
39. 69,95 m  Zoltán Kővágó, Salon-de-Provence, 25. Mai 2006
40. 69,94 m  Henrik Janssen, Ramona, 13. April 2025
41. 69,91 m  John Godina, Salinas, 19. Mai 1998
42. 69,90 m  Jason Young, Lubbock, 26. März 2010
43. 69,70 m  Gejza Valent, Nitra, 26. August 1984
44. 69,65 m  Claudio Romero, Ramona, 13. April 2025
45. 69,65 m  Shaquille Emanuelson, Ramona, 17. April 2025
46. 69,62 m  Knut Hjeltnes, San José, 25. Mai 1985
47. 69,62 m  Timo Tompuri, Helsingborg, 8. Juli 2001
48. 69,60 m  Juan Caicedo, Lovelhe, 22. Juli 2020
49. 69,59 m  Andrius Gudžius, Stockholm, 10. Juni 2018
50. 69,51 m  Connor Bell, Ramona, 17. April 2025

- Schweizer Rekord: 64,04 m Christian Erb, Norden, 18. September 1988

#### Frauen
Alle Diskuswerferinnen mit einer Weite von 68,58 m oder weiter. Letzte Veränderung: 13. April 2025
1. 76,80 m  Gabriele Reinsch, Neubrandenburg, 9. Juli 1988
2. 74,56 m  Zdeňka Šilhavá, Nitra, 26. August 1984
3. 74,56 m  Ilke Wyludda, Neubrandenburg, 23. Juli 1989
4. 74,08 m  Diana Sachse-Gansky, Chemnitz, 20. Juni 1987
5. 73,84 m  Daniela Costian, Bukarest, 30. April 1988
6. 73,52 m  Valarie Allman, Ramona, 12. April 2025
7. 73,36 m  Irina Meszynski, Prag, 17. August 1984
8. 73,28 m  Galina Sawinkowa, Donezk, 8. September 1984
9. 73,22 m  Zwetanka Christowa, Kasanlak, 19. April 1987
10. 73,10 m  Gisela Beyer, Berlin, 20. Juli 1984
11. 73,09 m  Yaimé Pérez, Ramona, 13. April 2024
12. 72,92 m  Martina Hellmann, Potsdam, 20. August 1987
13. 72,14 m  Galina Murašova, Prag, 18. August 1984
14. 71,80 m  Marija Wergowa-Petkowa, Sofia, 13. Juli 1980
15. 71,68 m  Xiao Yanling, Peking, 14. März 1992
16. 71,58 m  Elina Swerawa, Leningrad, 12. Juni 1988
17. 71,50 m  Evelin Jahl, Potsdam, 10. Mai 1980
18. 71,41 m  Sandra Perković, Bellinzona, 18. Juli 2017
19. 71,30 m  Larissa Korotkewitsch, Sotschi, 29. Mai 1992
20. 71,22 m  Ria Stalman, Walnut, 15. Juli 1984
21. 70,88 m  Hilda Ramos, Havanna, 8. Mai 1992
22. 70,80 m  Laryssa Mychaltschenko, Charkiw, 18. Juni 1988
23. 70,72 m  Laulauga Tausaga, Ramona, 12. April 2025
24. 70,68 m  Maritza Martén, Sevilla, 18. Juli 1992
25. 70,65 m  Denia Caballero, Bilbao, 20. Juni 2015
26. 70,50 m  Faina Melnik, Sotschi, 24. April 1976
27. 70,34 m  Silvia Madetzky, Athen, 16. Mai 1988
28. 70,22 m  Jorinde van Klinken, Tucson, 22. Mai 2021
29. 70,02 m  Natalja Sadowa, Thessaloniki, 23. Juni 1999
30. 69,86 m  Walentina Chartschenko, Feodossija, 16. Mai 1981
31. 69,72 m  Svetla Mitkova-Sınırtaş, Sofia, 15. August 1987
32. 69,68 m  Mette Bergmann, Florø, 27. Mai 1995
33. 69,64 m  Dani Samuels, London, 13. August 2017
34. 69,51 m  Franka Dietzsch, Wiesbaden, 8. Mai 1999
35. 69,50 m  Florența Crăciunescu, Stara Sagora, 2. August 1985
36. 69,39 m  Jayden Ulrich, Ramona, 12. April 2025
37. 69,17 m  Gia Lewis-Smallwood, Angers, 30. August 2014
38. 69,14 m  Iryna Jattschanka, Minsk, 31. Juli 2004
39. 69,12 m  Feng Bin, Hayward Field, 20. Juli 2022
40. 69,08 m  Carmen Romero, Havanna, 17. April 1976
41. 69,08 m  Mariana Lengyel, Constanța, 19. April 1986
42. 68,92 m  Sabine Engel, Chemnitz, 25. Juni 1977
43. 68,89 m  Nadine Müller, Bar, 18. März 2012
44. 68,80 m  Nicoleta Grasu, Poiana Brașov, 7. August 1999
45. 68,72 m  Veronica Fraley, Ramona, 12. April 2025
46. 68,64 m  Margitta Pufe, Berlin, 17. August 1979
47. 68,62 m  Yu Hourun, Peking, 6. Mai 1988
48. 68,62 m  Hou Xuemei, Tianjin, 4. September 1988
49. 68,60 m  Nadeschda Kugajewskich, Orjol, 30. August 1983
50. 68,58 m  Ljubow Swerkowa, Kiew, 22. Juni 1984

- österreichischer Rekord: 63,28 m Ursula Weber, Schwechat, 3. Juni 1990
- Schweizer Rekord: 60,60 m Rita Pfister, Dortmund, 6. Juni 1976